# Vivonne
Vivonne là một xã, tọa lạc ở tỉnh Vienne trong vùng Nouvelle-Aquitaine, Pháp. Xã này có diện tích 41,16 km², dân số năm 2006 là 2975 người. Xã nằm ở khu vực có độ cao trung bình 83 m trên mực nước biển. 

## Biến động dân số
| 1962                                         | 1968 | 1975 | 1982 | 1990 | 2006 | 2006 |
| -------------------------------------------- | ---- | ---- | ---- | ---- | ---- | ---- |
| 2336                                         | 2362 | 2675 | 2817 | 2955 | 3028 | 2975 |
| Số liệu từ năm 1962: Dân số không tính trùng |      |      |      |      |      |      |